# Unidades de Lorentz-Heaviside
Unidades de Lorentz–Heaviside (ou unidades de Heaviside–Lorentz ) constituem um sistema de unidades (particularmente unidades eletromagnéticas) dentro do CGS, nomeado por Hendrik Antoon Lorentz e Oliver Heaviside. Eles partilharam com CGS-Unidades Gaussianas a unidade da constante elétrica, ε0 e a constante magnética, µ0 não aparece, tendo sida implicitamente incorporada no sistema de unidade e nas equações eletromagnéticas. As unidades de Lorentz–Heaviside podem ser consideradas normalizadoras de ε0 = 1 e µ0 = 1, ao mesmo tempo que revisam as equações de Maxwell, para usar a velocidade da luz, c como alternativa.
Unidades de Lorentz–Heaviside, como as unidades do SI, mas ao contrário das unidades Gaussianas, são racionalizadas, ou seja, não aparecem explicitamente fatores de 4π nas equações de Maxwell. O fato de essas unidades estarem sendo racionalizadas explica em parte seu apelo na teoria de campos quânticos: a teoria fundamental Lagrangiana não possui fatores de 4π nessas unidades. Consequentemente, unidades Lorentz–Heaviside diferem-se por fatores de √4π nas definições dos campos elétrico e magnético e de carga elétrica. São frequentemente utilizadas na cálculos relativísticos e são a unidade utilizada na Física de alta energia (física de partícula). Particularmente, são convenientes quando realizado cálculos que consideram mais de três dimensões, como na Teoria das Cordas.

## Comprimento–Massa–Quadro de Tempo
Como nas unidades Gaussianas, as unidades de Heaviside–Lorentz (HLU neste artigo) considera as dimensões de comprimento–massa–tempo. Isso significa que todas as unidades elétricas e magnéticas são são unidades derivadas, dependentes dos tamanhos de comprimento e força.
Equação de Coulomb, usada para derivar a unidade de carga, é F = QQ/r2 no sistema Gaussiano e F = qq/4πr2 no HLU. A unidade da carga então se relaciona com 1 dyn cm2 = 1 esu2 = 4π hlu, sendo então, a carga da HLU de √4π, maior do que a gaussiana (ver abaixo), e o resto segue-se.
Quando a análise dimensional utilizar unidades no SI, incluindo ε e μ para converter as unidades, o resultado fornece a conversão de e para as unidades de Heaviside–Lorentz. Por exemplo, carga é √εL3MT−2,  quando determinamos ε = 8.854 pF/m, L = 0.01 m, M = 0.001 kg, e T = 1 segundo, esses valores são 9.409669×10−11 C. Esse é o tamanho da unidades HLU de carga.
Como as unidades de Heaviside–Lorentz continuam sendo usadas para separar unidades elétricas e magnéticas, fez faz necessário adicionar uma constante quando quantidades elétricas e magnéticas aparecem na mesma fórmula. Como no sistema Gaussiano, essa constante aparece como a velocidade eletromagnética, c.

## Racionalização
Na forma do sistema independente, as equações de Maxwell são
{\displaystyle {\begin{aligned}\nabla \cdot \mathbf {D} &=\rho /\beta ,\\\quad \nabla \cdot \mathbf {B} &=0,\\\quad \kappa \nabla \times \mathbf {E} &=-{\frac {\partial \mathbf {B} }{\partial t}},\\\quad \kappa \nabla \times \mathbf {H} &={\frac {\partial \mathbf {D} }{\partial t}}+\mathbf {J} /\beta ,\end{aligned}}}
juntamente com D = ε0E e B = μ0H.
A constante β e κ variam de sistema para sistema. Pode-se representar como ε0μ0c2 = κ2.
O sistema Gaussiano aplica β = 1/4π, κ = c.
O sistema HLU aplica β = 1, κ = c.
O sistema do SI aplica β = 1, κ = 1.
A racionalização permite substituir a constante da radiância (γ = intensidade no raio2/raiz) com a constante divergente da gaussiana (β = fluxo por uma superfície/fonte fechada). Pode-se, facilmente, representar por γ = 4πβ, considerando o caso da esfera que circunda o ponto, e a intensidade como densidade de fluxo. Os modelos mais antigos estabelecem γ = 1, enquanto os sistemas racionalizados possuem β = 1.  Geralmente na física as equações racionalizadas possuem um fator que se relacionar com o simetria espacial efetiva: 2 para simetria planar, 2π para simetria cilíndrica e 4π para simetria esférica.
A constante κ conecta as unidades elétrica e magnética pela equação Q = Iκt.  Quando os sistemas elétricos e magnéticos são definidos como nos sistemas Gaussiano ou Heaviside–Lorentz, κ = c deriva das equações de onda eletromagnética. A maioria dos sistemas possuem κ = 1, onde os sistemas elétricos e magnéticos são conectados pela equação Q = It. Portando, a maioria dos livros usam Q = It ao invés de Q = Iκt.

## Equações de Maxwell com fontes
Com as unidades de Lorentz–Heaviside, equações de Maxwell no espaço livre com fontes assumem a seguinte forma:
{\displaystyle \nabla \cdot \mathbf {E} =\rho \,}
{\displaystyle \nabla \cdot \mathbf {B} =0\,}
{\displaystyle \nabla \times \mathbf {E} =-{\frac {1}{c}}{\frac {\partial \mathbf {B} }{\partial t}}\,}
{\displaystyle \nabla \times \mathbf {B} ={\frac {1}{c}}{\frac {\partial \mathbf {E} }{\partial t}}+{\frac {1}{c}}\mathbf {J} \,}
onde c é a velocidade da luz no vácuo. Aqui E = D é o campo elétrico, H = B é o campo magnético, ρ é a densidade de carga, e J é a densidade da corrente.
A equação da força de Lorentz é:
{\displaystyle \mathbf {F} _{q}=q\left(\mathbf {E} +{\frac {\mathbf {v} _{q}}{c}}\times \mathbf {B} \right)\,}
aqui q é a carga de uma partícula de teste com o vetor velocidade vq e Fq é a combinação das forças elétrica e magnética atuando na partícula teste.
Em ambos os sistemas, Gaussiano e Heaviside–Lorentz, as unidades elétricas e magnéticas são derivadas dos sistemas mecânicos. A carga é definida através da equação de Coulomb, na qual ε = 1. No sistema gaussiano, a equação de Coulomb é F = QQ/R2. No sistema de Heaviside-Lorentz, F = qq/4πR2. Daí, têm-se QQ = qq/4π, que as unidades Gaussianas são maiores por um fator de √4π. Outras quantidades são vistas a seguir.
{\displaystyle q_{\mathrm {LH} }\ =\ {\sqrt {4\pi }}\ q_{\mathrm {G} }}
{\displaystyle \mathbf {E} _{\mathrm {LH} }\ =\ {\mathbf {E} _{\mathrm {G} } \over {\sqrt {4\pi }}}}
{\displaystyle \mathbf {B} _{\mathrm {LH} }\ =\ {\mathbf {B} _{\mathrm {G} } \over {\sqrt {4\pi }}}}.

## Lista das equações e comparações com outros sistemas de unidades
Essa seção possui uma lista das fórmulas básicas do eletromagnetismo, dados pelas unidades Lorentz–Heaviside, Gaussiana e SI. A maioria dos nomes dos símbolos não são dados; para explicações e definições completas, por favor clique no artigo apropriado dedicado a cada equação.

### Equações de Maxwell
Aqui estão as equações de Maxwell, em ambas as formas, macroscópica e microscópica. Somente a "forma diferencial" das equações é dada, não a "forma integral"; para obter-se a aplicação da forma integral do teorema divergente ou teorema de Kelvin-Stokes.
Ver em: Equações de Maxwell
Predefinição:Table of Maxwell equations

### Outras leis básicas
Predefinição:Table of electromagnetic laws

### Materiais dielétricos e magnéticos
Abaixo estão as expressões para vários campos em um meio dielétrico. É assumido aqui, por simplificação, que o meio é homogêneo, linear, isotrópico e não dispersivo, de modo que a permissividade é uma constante simples.
| Unidades de Lorentz–Heaviside                             | Unidades Gaussianas                                         | SI                                                                     |
| --------------------------------------------------------- | ----------------------------------------------------------- | ---------------------------------------------------------------------- |
| {\displaystyle \mathbf {D} =\mathbf {E} +\mathbf {P} }    | {\displaystyle \mathbf {D} =\mathbf {E} +4\pi \mathbf {P} } | {\displaystyle \mathbf {D} =\epsilon _{0}\mathbf {E} +\mathbf {P} }    |
| {\displaystyle \mathbf {P} =\chi _{\text{e}}\mathbf {E} } | {\displaystyle \mathbf {P} =\chi _{\text{e}}\mathbf {E} }   | {\displaystyle \mathbf {P} =\chi _{\text{e}}\epsilon _{0}\mathbf {E} } |
| {\displaystyle \mathbf {D} =\epsilon \mathbf {E} }        | {\displaystyle \mathbf {D} =\epsilon \mathbf {E} }          | {\displaystyle \mathbf {D} =\epsilon \mathbf {E} }                     |
| {\displaystyle \epsilon =1+\chi _{\text{e}}}              | {\displaystyle \epsilon =1+4\pi \chi _{\text{e}}}           | {\displaystyle \epsilon /\epsilon _{0}=1+\chi _{\text{e}}}             |

onde
- E e D são o campo elétrico e campo de deslocamento respectivamente;
- P é a densidade de polarização;
- {\displaystyle \epsilon }é a permissividade;
- {\displaystyle \epsilon _{0}}é a permissividade do vácuo (utilizada no sistema SI, mas assume um valor numérico de 1 em unidades gaussianas e unidades Lorentz–Heaviside, que podem ser omitidas);
- {\displaystyle \chi _{\text{e}}}é a susceptibilidade elétrica

As quantidades {\displaystyle \epsilon }em ambas as unidades, Lorentz–Heaviside e Gaussianas, e {\displaystyle \epsilon /\epsilon _{0}}no SI são adimensionais, e elas possuem o mesmo valor numérico. No entanto, a suscetibilidade elétrica {\displaystyle \chi _{e}}não possui unidade em todos os sistemas, porém apresentam diferentes valores numéricos para o mesmo material:
{\displaystyle \chi _{\text{e}}^{\text{SI}}=\chi _{\text{e}}^{\text{LH}}=4\pi \chi _{\text{e}}^{\text{G}}}
Seguindo, aqui estão as expressões para campos variados em um meio magnético. Novamente, assume-se que o meio é homogêneo, linear, isotrópico e não dispersivo, portanto a permeabilidade é uma constante simples.
| Unidades de Lorentz–Heaviside                             | Unidades Gaussianas                                         | SI                                                               |
| --------------------------------------------------------- | ----------------------------------------------------------- | ---------------------------------------------------------------- |
| {\displaystyle \mathbf {B} =\mathbf {H} +\mathbf {M} }    | {\displaystyle \mathbf {B} =\mathbf {H} +4\pi \mathbf {M} } | {\displaystyle \mathbf {B} =\mu _{0}(\mathbf {H} +\mathbf {M} )} |
| {\displaystyle \mathbf {M} =\chi _{\text{m}}\mathbf {H} } | {\displaystyle \mathbf {M} =\chi _{\text{m}}\mathbf {H} }   | {\displaystyle \mathbf {M} =\chi _{\text{m}}\mathbf {H} }        |
| {\displaystyle \mathbf {B} =\mu \mathbf {H} }             | {\displaystyle \mathbf {B} =\mu \mathbf {H} }               | {\displaystyle \mathbf {B} =\mu \mathbf {H} }                    |
| {\displaystyle \mu =1+\chi _{\text{m}}}                   | {\displaystyle \mu =1+4\pi \chi _{\text{m}}}                | {\displaystyle \mu /\mu _{0}=1+\chi _{\text{m}}}                 |

onde,
- B e H são campos magnéticos;
- M é magnetização;
- {\displaystyle \mu } é a permeabilidade magnética;
- {\displaystyle \mu _{0}}é a permeabilidade no vácuo (usada no sistema SI, mas assume um valor numérico de 1 em unidades gaussianas e unidades Lorentz–Heaviside, que podem ser omitidas);
- {\displaystyle \chi _{\text{m}}}é a susceptibilidade magnética

As quantidades {\displaystyle \mu }em ambas as unidades, Lorentz–Heaviside e Gaussianas, e {\displaystyle \mu /\mu _{0}}no SI são adimensionais, e elas possuem o mesmo valor numérico. No entanto, a suscetibilidade elétrica {\displaystyle \chi _{\text{m}}}não possui unidade em todos os sistemas, porém apresentam diferentes valores numéricos para o mesmo material:
{\displaystyle \chi _{\text{m}}^{\text{SI}}=\chi _{\text{m}}^{\text{LH}}=4\pi \chi _{\text{m}}^{\text{G}}}

### Vetor e potenciais escalares
Os campos elétrico e magnético podem ser escritos em termos de um vetor potencial A e um potencial escalar {\displaystyle \phi }:
| Nome                      | Unidades Lorentz–Heaviside                                                                           | Unidades Gaussianas                                                                                  | SI                                                                                     |
| ------------------------- | --- | --- | -------------------------------------------------------------------------------------- |
| Campo elétrico (estática) | {\displaystyle \mathbf {E} =-\nabla \phi }                                                           | {\displaystyle \mathbf {E} =-\nabla \phi }                                                           | {\displaystyle \mathbf {E} =-\nabla \phi }                                             |
| Campos elétrico (geral)   | {\displaystyle \mathbf {E} =-\nabla \phi -{\frac {1}{c}}{\frac {\partial \mathbf {A} }{\partial t}}} | {\displaystyle \mathbf {E} =-\nabla \phi -{\frac {1}{c}}{\frac {\partial \mathbf {A} }{\partial t}}} | {\displaystyle \mathbf {E} =-\nabla \phi -{\frac {\partial \mathbf {A} }{\partial t}}} |
| Campo B magnético         | {\displaystyle \mathbf {B} =\nabla \times \mathbf {A} }                                              | {\displaystyle \mathbf {B} =\nabla \times \mathbf {A} }                                              | {\displaystyle \mathbf {B} =\nabla \times \mathbf {A} }                                |

## Regras gerais para traduzir uma fórmula
Para converter qualquer fórmula nas unidades Lorentz–Heaviside unidades Gaussianas ou para unidades no SI, substitua cada símbolo na coluna Lorentz–Heaviside pela expressão correspondente na coluna das unidades Gaussianas ou na coluna do SI (vice versa para converter de outra maneira). Isso reproduzirá qualquer fórmula específica dada na lista acima, como as equações de Maxwell.
| Nome | Unidades Lorentz–Heaviside                                                    | Unidades Gaussianas                                                                               | SI |
| --- | ----------------------------------------------------------------------------- | ------------------------------------------------------------------------------------------------- | --- |
| Velocidade da luz                                                                                             | {\displaystyle c}                                                             | {\displaystyle c}                                                                                 | {\displaystyle {\frac {1}{\sqrt {\epsilon _{0}\mu _{0}}}}}                                                      |
| Campo elétrico, Potencial elétrico                                                                            | {\displaystyle \left(\mathbf {E} ,\varphi \right)}                            | {\displaystyle {\frac {1}{\sqrt {4\pi }}}\left(\mathbf {E} ,\varphi \right)}                      | {\displaystyle {\sqrt {\epsilon _{0}}}\left(\mathbf {E} ,\varphi \right)}                                       |
| Campo de deslocamento elétrico                                                                                | {\displaystyle \mathbf {D} }                                                  | {\displaystyle {\frac {1}{\sqrt {4\pi }}}\mathbf {D} }                                            | {\displaystyle {\frac {1}{\sqrt {\epsilon _{0}}}}\mathbf {D} }                                                  |
| Carga, Densidade de carga, Corrente, Densidade da corrente, Densidade de polarização, Momento dipolo elétrico | {\displaystyle \left(q,\rho ,I,\mathbf {J} ,\mathbf {P} ,\mathbf {p} \right)} | {\displaystyle {\sqrt {4\pi }}\left(q,\rho ,I,\mathbf {J} ,\mathbf {P} ,\mathbf {p} \right)}      | {\displaystyle {\frac {1}{\sqrt {\epsilon _{0}}}}\left(q,\rho ,I,\mathbf {J} ,\mathbf {P} ,\mathbf {p} \right)} |
| Campos B Magnético, Fluxo magnético, Vetor potencial magnético                                                | {\displaystyle \left(\mathbf {B} ,\Phi _{\text{m}},\mathbf {A} \right)}       | {\displaystyle {\frac {1}{\sqrt {4\pi }}}\left(\mathbf {B} ,\Phi _{\text{m}},\mathbf {A} \right)} | {\displaystyle {\frac {1}{\sqrt {\mu _{0}}}}\left(\mathbf {B} ,\Phi _{\text{m}},\mathbf {A} \right)}            |
| Campos H magnético                                                                                            | {\displaystyle \mathbf {H} }                                                  | {\displaystyle {\frac {1}{\sqrt {4\pi }}}\mathbf {H} }                                            | {\displaystyle {\sqrt {\mu _{0}}}\mathbf {H} }                                                                  |
| Momento magnético, Magnetização                                                                               | {\displaystyle \left(\mathbf {m} ,\mathbf {M} \right)}                        | {\displaystyle {\sqrt {4\pi }}\left(\mathbf {m} ,\mathbf {M} \right)}                             | {\displaystyle {\sqrt {\mu _{0}}}\left(\mathbf {m} ,\mathbf {M} \right)}                                        |
| Permissividade Relativa, Permeabilidade Relativa                                                              | {\displaystyle \left(\epsilon ,\mu \right)}                                   | {\displaystyle \left(\epsilon ,\mu \right)}                                                       | {\displaystyle \left({\frac {\epsilon }{\epsilon _{0}}},{\frac {\mu }{\mu _{0}}}\right)}                        |
| Suscetibilidade elétrica, Suscetibilidade magnética                                                           | {\displaystyle \left(\chi _{\text{e}},\chi _{\text{m}}\right)}                | {\displaystyle 4\pi \left(\chi _{\text{e}},\chi _{\text{m}}\right)}                               | {\displaystyle \left(\chi _{\text{e}},\chi _{\text{m}}\right)}                                                  |
| Condutividade, Condutância, Capacitância                                                                      | {\displaystyle \left(\sigma ,S,C\right)}                                      | {\displaystyle 4\pi \left(\sigma ,S,C\right)}                                                     | {\displaystyle {\frac {1}{\epsilon _{0}}}\left(\sigma ,S,C\right)}                                              |
| Resistividade, Resistência, Indutância                                                                        | {\displaystyle \left(\rho ,R,L\right)}                                        | {\displaystyle {\frac {1}{4\pi }}\left(\rho ,R,L\right)}                                          | {\displaystyle \epsilon _{0}\left(\rho ,R,L\right)}                                                             |

## Substituindo CGS com unidades naturais
Quando se toma equações padrões no sistema SI pela bibliografia, e estabelece ε = μ = c = 1 para unidades naturais, as equações resultantes seguem a formulação e os tamanhos da Heaviside–Lorentz. A conversão não requer cargas para o fator 4π, diferente para as equações Gaussianas. As lei da equação do inverso do quadrado de Coulomb no SI é F = q1q2/4πεr2. Estabelece ε = 1 para obter a forma HLU: F = q1q2/4πr2. A forma Gaussiana não possui 4π em seu denominador.
Estabelecendo c = 1 com HLU, as equações de Maxwell e de Lorentz tornam-se as mesmas para o exemplo no SI com ε = μ = c = 1.
{\displaystyle \nabla \cdot \mathbf {E} =\rho \,}
{\displaystyle \nabla \cdot \mathbf {B} =0\,}
{\displaystyle \nabla \times \mathbf {E} =-{\frac {\partial \mathbf {B} }{\partial t}}\,}
{\displaystyle \nabla \times \mathbf {B} ={\frac {\partial \mathbf {E} }{\partial t}}+\mathbf {J} \,}
{\displaystyle \mathbf {F} _{q}=q(\mathbf {E} +\mathbf {v} _{q}\times \mathbf {B} )\,}
Porque essas equações podem ser facilmente relacionadas ao trabalho de SI, estilo HLU (i.e. racionalizado) esses sistemas estão se tornando mais usuais.